# Murgia Sgolgore
La Murgia Sgolgore è una altura delle Murge, infatti raggiunge i 528 m s.l.m. localizzata nel territorio di Altamura ma è vicina ai confini con l'agro di Santeramo in Colle e Cassano delle Murge. Il territorio circostante è tutelato dal Parco nazionale dell'Alta Murgia.
Questa altura presenta un'elevata presenza di specie autoctone sia al livello della fauna che della flora e svolge un ruolo fondamente per l'intero ecosistema murgiano.

## Geografia fisica
Questo rilievo è formato da più alture.
Inoltre è presente il bacino dell'Acquedotto pugliese con raccordi tubanti verso i paesi vicini.
Essa è facilmente raggiungibile dalla ex Strada statale 171 di Santeramo.
Nella stessa zona è presente la località di Casal Sabini, una frazione di Altamura con una fermata ferroviaria della linea ferroviaria Gioia del Colle-Spinazzola. La fermata è costituita da una stazione ferroviaria.

## Territorio
La zona vede la presenza di numerose masserie attive e tantissime altre in disuso o abbandonate. La più famosa e più importante è certamente Masseria Viglione, posta sull'Antica via Appia.
Altre importanti masserie sono: 
- Masseria del Graviglione
- Cappella della Trinità o cappella di Mercadante